# 霍姆伍德鎮區 (朱厄爾縣)
霍姆伍德鎮區（英語：Holmwood Township）為位在美國堪薩斯州朱厄爾縣的鎮區。2010年美国人口普查中該鎮區人口有44人。

## 地理
霍姆伍德鎮區涵蓋面積92.44平方（35.69平方英里），其中0.05平方公里或0.05%為水域。該鎮區有安特羅普溪（Antelope Creek）、大廷伯溪（Big Timber Creek）、東福克大廷伯溪（East Fork Big Timber Creek）、科波溪（Korb Creek）、長支流（Long Branch）、洛斯溪（Lost Creek）、諾威溪（Norway Creek）、奧克溪（Oak Creek）、波求潘溪（Porcupine Creek）、斯普林溪（Spring Creek）以及Troublesome溪等溪流通過。

### 鄰近鎮區
- 朱厄爾縣
  - 鎮區（北）
  - 蒙大拿鎮區（東北）
  - 里奇蘭鎮區（東）
  - 華盛頓鎮區（東南）
  - 中央鎮區（南）
  - 鎮區（西南）
  - 鎮區（西）
  - 沃爾納特鎮區（西北）

## 外部連結
- U.S. Board on Geographic Names (GNIS) （页面存档备份，存于）
- United States Census Bureau cartographic boundary files （页面存档备份，存于）
- US-Counties.com
- City-Data.com （页面存档备份，存于）